# Fernando Alarza
Fernando Alarza Vicente (Talavera de la Reina, 23 de marzo de 1991) es un deportista español que compite en triatlón. 
Ganó una medalla de bronce en el Campeonato Mundial de Triatlón de 2016, y una medalla de plata en el Campeonato Europeo de Triatlón de 2018.
Participó en dos Juegos Olímpicos de Verano, ocupando el 18.º lugar en Río de Janeiro 2016 y el 12.º en Tokio 2020, en la prueba individual.

## Trayectoria
Se proclamó campeón del Mundial juvenil de triatlón en 2010. Obtuvo dos medallas de oro en la Copa de Europa de Triatlón de 2013. Desde 2012 disputa las Series Mundiales de Triatlón, en las que consiguió en 2016 el tercer lugar en la clasificación general y una victoria de etapa en la prueba disputada en Ciudad del Cabo.
Además, a nivel nacional ganó el título en el Campeonato de España de Triatlón de 2016 y en el Campeonato de España de Triatlón de Velocidad de 2020.

## Palmarés internacional
| Campeonato Mundial | Campeonato Mundial    | Campeonato Mundial | Campeonato Mundial |
| Año                | Lugar                 | Medalla            | Prueba             |
| ------------------ | --------------------- | ------------------ | ------------------ |
| 2016               | Cozumel (México)      | Medalla de bronce  | Individual         |
| Campeonato Europeo |                       |                    |                    |
| Año                | Lugar                 | Medalla            | Prueba             |
| 2018               | Glasgow (Reino Unido) | Medalla de plata   | Individual         |